# Chen Hsiao-li
Chen Hsiao-li (chinesisch 陳曉莉; * 1. August 1971) ist eine taiwanische Badmintonspielerin. 

## Karriere
Chen Hsiao-li nahm 1991 im Damendoppel und im Dameneinzel an der Badminton-Weltmeisterschaft teil. In beiden Disziplinen wurde sie 17. in der Endabrechnung. Bei der Welthochschulmeisterschaft 1992 gewann sie Gold im Dameneinzel und Bronze im Damendoppel.